# Göran Lunde
Göran Lunde, född 12 januari 1945, svensk industriman, Göteborg.
Reservofficer, major i Flygvapnet. Lunde har varit VD för ett antal företag varav flera börsnoterade som transport-, rederi- och finanskoncernen Bilspedition, finanskoncernen Infina och management konsultföretaget Habberstad. Lunde har styrelseerfarenhet från ett trettiotal företag och har verkat som rådgivare i ett par hundra uppdrag. Han är medlem i Styrelsepoolen och arbetar nu som styrelseordförande och som konsult i företagsledning med uppdrag i flera länder.